# Савићевац
Савићевац је задужбина доктора Алексе Савића, министра здравља у Влади Краљевине Срба, Хрвата и Словенаца, на брду Хисар код Прокупља.
Доктор Алекса Савић је десетак дана пре своје смрти, тестаментом (16. јануар 1928.) изразио жељу и оставио свој капитал од укупно 400.000 динара са каматом „за подизање једног лепог и модерног замка на општинском зељишту у Прокупљу, на месту Хисар и то на врху, како би се из тог замка могла погледом обухватити цела околина Прокупља.“ 
Овај замак је остављен као задужбина Прокупљу, у коме је доктор Савић „провео своје најбоље дане, радећи савесно и највећом преданошћу на културном, економском, политичком и хигијенском подизању ове вароши и целог топличког округа“.
По његовој жељи, замак је назван Савићевац и тај назив је морао бити постављен на најистакнутијем делу замка са натписом „Ову задужбину подиже и остави Др Алекса Савић, лекар и Министар народног здравља Краљевине Срба, Хрвата и Словенаца, болнима за опорављење, а младима и здравима на уживање“.
Тестаментом је одређено да се о подизању замка стара општина по упутствима г. Драгутина Маслаћа, архитекте и инспектора у Министарству грађевина, а градски кафеџија Риста Велић и лекар из Ниша Др. Тихомир Ракић да надгледају и дају потребна естетска упутства. Назначено је и до када радови треба да буду започети и у ком року завршени.
Такође, затражено је да се за пењање на Хисар и одлазак до замка подигну степенице и добар пут.
Објекат је изграђен 1931. године.

## Галерија
- Савићевац - Хисар у Прокупљу
- Савићевац - Хисар у Прокупљу
- Савићевац - Хисар у Прокупљу